# Inis Dairgreann
Inis Dairgreann o la Isla de Ram (en inglés: Ram's Island) es una isla que se encuentra aproximadamente a una milla de la costa de la bahía de Lennymore y la Bahía de Sandy en la costa oriental del lago Neagh, en Irlanda del Norte, en la parte septentrional del Reino Unido.
Se trata de una isla de casi una milla de largo por un cuarto de milla de ancho siendo la mayor isla en el Lago Neagh.  Las características notables de la isla son una torre redonda y las ruinas de la casa de Verano de los O'Neill del siglo XIX.  
La isla permaneció permanentemente habitada en los años 20 por la familia Cardwell que cuidaba el espacio por encargo para la familia O'Neills. También tiene una colección única de árboles antiguos y los restos de un establecimiento monástico antiguo incluyendo la llamada torre redonda.
La Isla jugó un papel durante la Segunda Guerra Mundial, como una base de la Real Fuerza Aérea Británica (RAF Sandy Bay), utilizando el refugio ofrecido por la Isla gracias a los vientos del oeste.